# Wąsów
Wąsów – wieś w Polsce położona w województwie małopolskim, w powiecie proszowickim, w gminie Koniusza.
| SIMC    | Nazwa            | Rodzaj    |
| ------- | ---------------- | --------- |
| 0323849 | Pod Wroninem     | część wsi |
| 0323855 | Wieś Przydworska | część wsi |
| 0323861 | Wygwizdów        | część wsi |

Wieś dóbr prestymonialnych kapituły katedralnej krakowskiej w powiecie proszowickim województwa krakowskiego w końcu XVI wieku.
W dniu 15 sierpnia 1863 r. miała tu miejsce potyczka powstania styczniowego. Powstańcy walczyli pod dowództwem Aleksandra Taniewskiego ps. Tetera.
W latach 1975–1998 miejscowość administracyjnie należała do województwa krakowskiego.

Integralne części miejscowości: Pod Wroninem, Wieś Przydworska, Wygwizdów.